# 德縣戰鬥
德縣戰鬥發生於1937年9月26日－10月3日，地點則是在中國河北東南省境一帶。是抗日戰爭主要戰鬥之一，交戰一方為守軍之國民革命軍，另一方則為日軍。激戰兩日後，國民革命軍向老黃河南岸轉進，另韓復榘軍部傷亡泰半。